# Changsha IFS Tower T1
De Changsha IFS Tower T1 of Changsha International Finance Square Tower 1 (Chinees: 长沙国金中心) is een wolkenkrabber in Changsha, de metropool en hoofdstad van Hunan in China. Het gebouw heeft een hoogte van 452 meter en telt 95 verdiepingen boven de grond en 5 verdiepingen onder de grond.
De IFS Towers bestaan uit een grote gemeenschappelijke sokkel waaruit twee wolkenkrabbers oprijzen. T1 heeft een hoogte van 452 meter en was daarmee bij opening bij de 15 hoogste wolkenkrabbers ter wereld, T2 heeft een hoogte van 315 meter. In de sokkel bevindt zich een shopping center met een oppervlakte van 230.000 m². T1 biedt 300.000 m², T2 170.000 m². In T1 is kantoorruimte en op de hoogste verdiepingen (met minder netto ruimte per verdieping) een hotel met 250 suites en kamers.
Het complex heeft een directe ondergrondse toegang tot het Wuyi Square metrostation, het knooppunt van de metro van Changsha waar de initiële twee metrolijnen 1 en 2 mekaar kruisen.
Eigenaar en bouwheer is The Wharf (Holdings) Limited. Architect was Wong Tung & Partners met ingenieurstechnieken van de Arup Group.
De torens liggen in het centraal gelegen district Furong van de stad, zowel grenzend aan het central business district en West Jiefang Road als aan de Huang Xing winkelwandelstraat.

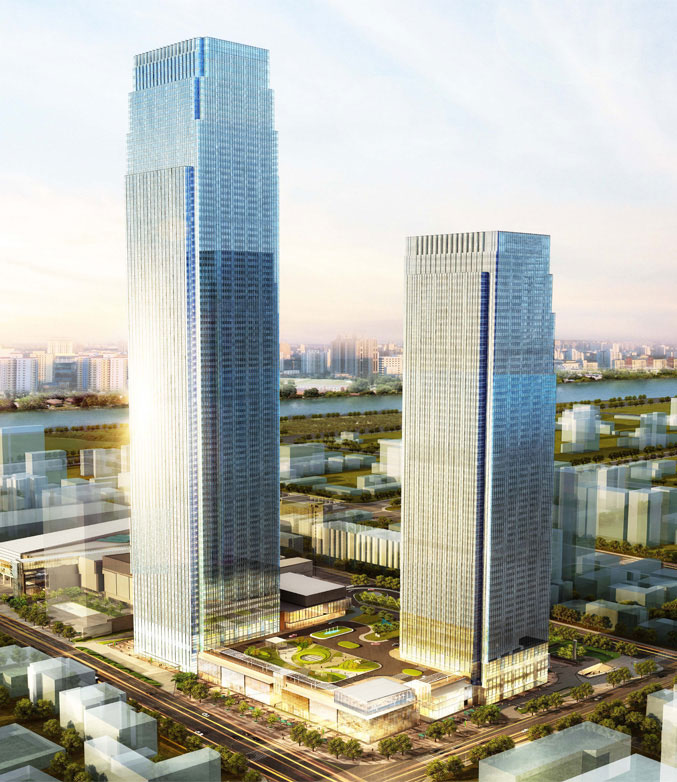